# Luzern
Luzern (fransk: Lucerne) er en by beliggende centralt i Schweiz med  81.691(2018) indbyggere. Byen er hovedstad i kantonen Luzern. Byen ligger ved Vierwaldstättersøen (Lucernesøen) med udsyn over bjergene Pilatus og Rigi.
Byen er en turistmagnet med sin spektakulære beliggenhed. Der er flere seværdigheder, bl.a. den enestående træbro 'Kapellbrücke' (Kapel-broen) fra 1333, der blev hærget af en voldsom brand i 1993, men siden er genopbygget.
Et 6 meter langt relief, hugget ind i en klippevæg i den lille park ved Löwenplatz midt i byen, er tegnet af den danske billedhugger Bertel Thorvaldsen. Relieffet, Löwendenkmal, forestiller en såret og døende løve og er udført til minde om 760 schweizergardere fra Luzern, der faldt, da de i 1792 under Den franske Revolution forsvarede Ludvig 16. af Frankrig på kongeslottet Tuilerierne i Paris mod de ophidsede folkemasser.

## Galleri
- Panoramabillede af Kapellbrücke over floden Reuss
- Den ældre del af Luzern
- Löwendenkmal i Luzern
- Kultur- und Kongresszentrum i Luzern (KKL)